# 유동룡
유동룡(庾東龍, 1935년 5월 12일~2011년 6월 26일)은 대한민국의 건축가이다. 재일 한국인으로 활동명은 이타미 준(伊丹潤)이다.
1937년 도쿄에서 태어나 1968년 무사시 공업대학(현 도쿄도시대학) 건축학과를 졸업했다. ‘이타미 준’이라는 예명은 이타미 공항의 이름과 친분이 있던 음악가 길옥윤(吉屋潤)의 마지막 글자를 따온 것이다.

## 작품
- 제주 포도호텔
- 제주 방주교회
- 온양민속박물관내 구정아트센터
- 경주타워[4]
- 일본 홋카이도 석채의 교회